# Auribacteraceae
Famille
Les "Candidatus Auribacteraceae" forment une famille de bactéries du phylum candidat Auribacterota du règne des Bacteria.

## Historique
Cette famille est proposée en 2022 par T. J. Williams sous le nom de "candidatus Auribacteraceae" pour contenir les bactéries non cultivables du genre "candidatus Auribacter" identifiées dans les profondeurs d'une mine d'or et connues depuis la publication de Momper sous le nom de "MAG SURF_26",.

## Taxonomie
Le nom de candidatus Auribacteraceae" a été publié de manière non valide et ce nouveau nom est considéré comme le nom préféré et non pas le nom correct.

### Étymologie
L'étymologie du nom de la famille Auribacteraceae vient du nom de genre Auribacter qui veut dire "bactérie venant d'une mine d'or" et est la suivante : Au.ri.bac.tera’ce.ae. N.L. fem. pl. n. Auribacteraceae, la famille des Auribacter,.

### Liste des genres
Selon la base de nomenclature LPSN (09/08/2023), cette famille ne contient qu'un genre candidat :
- "Candidatus Auribacter" Williams et al. 2022 nom préféré (nom non correct)